# Oyamia nigribasis
Oyamia nigribasis är en bäcksländeart som beskrevs av Banks 1920. Oyamia nigribasis ingår i släktet Oyamia och familjen jättebäcksländor. Inga underarter finns listade i Catalogue of Life.